# Liste der Pfarren im Stadtdekanat 12 (Erzdiözese Wien)
Das Stadtdekanat 12 ist ein Dekanat im Vikariat Wien Stadt der römisch-katholischen Erzdiözese Wien.
Es umfasst sieben Pfarren im 12. Wiener Gemeindebezirk Meidling mit rund 33.500 Katholiken.

## Pfarren mit Kirchengebäuden und Kapellen
- Ink. … Inkorporation

| Pfarrverband  | Pfarre        | Ink.                    | Seit | Patrozinium                           | Kirchengebäude und Kapellen                                                                       |                              |
| ------------- | ------------- | ----------------------- | ---- | ------------------------------------- | ------------------------------------------------------------------------------------------------- | ---------------------------- |
|               | Altmannsdorf  |                         | 1783 | St. Oswald                            | Pfarrkirche: Altmannsdorfer Kirche                                                                | Altmannsdorfer Kirche        |
| Meidling Nord | Gatterhölzl   |                         | 1935 | St. Klemens Maria Hofbauer            | Pfarrkirche: Kirche Gatterhölzl                                                                   | Gatterhölzl                  |
| Meidling Nord | Maria Lourdes | Klosterneuburg (CanReg) | 1935 | Unsere Liebe Frau von Lourdes         | Pfarrkirche: Pfarrkirche Maria Lourdes Kapelle im Senioren- und Pflegehaus Schönbrunn der Caritas | Maria Lourdes                |
| Meidling Nord | Meidling      | Klosterneuburg (CanReg) | 1783 | St. Johannes Nepomuk                  | Pfarrkirche: Meidlinger Pfarrkirche Klosterkirche der Kreuzschwestern                             | Meidlinger Pfarrkirche       |
| Meidling Nord | Neumargareten |                         | 1905 | Unbefleckte Empfängnis Mariens        | Pfarrkirche: Kirche Maria Empfängnis                                                              | Pfarrkirche Maria Empfängnis |
|               | Hetzendorf    |                         | 1831 | Königin des hochheiligen Rosenkranzes | Pfarrkirche: Pfarrkirche Hetzendorf Schlosskirche Hetzendorf, Kapelle im Marianneum               | Pfarrkirche Hetzendorf       |
|               | Namen Jesu    |                         | 1930 | Namen Jesu                            | Pfarrkirche: Kirche Namen Jesu Kapelle von Radio Maria Austria                                    | Kirche Namen Jesu            |

Zur ehemaligen Pfarre Am Schöpfwerk (1982–2022) siehe Kirche Am Schöpfwerk.

### Diözesaner Entwicklungsprozess
Am 29. November 2015 wurden für alle Pfarren der Erzdiözese Wien Entwicklungsräume definiert. Die Pfarren sollen in den Entwicklungsräumen stärker zusammenarbeiten, Pfarrverbände oder Seelsorgeräume bilden. Am Ende des Prozesses sollen aus den Entwicklungsräumen neue Pfarren entstehen. Im Stadtdekanat 12 wurden folgende Entwicklungsräume festgelegt:
- Altmannsdorf, Am Schöpfwerk, Hetzendorf und Namen Jesu
- Gatterhölzl, Maria Lourdes, Meidling und Neumargareten